# Noé Soulier
Pour les articles homonymes, voir Soulier (homonymie).
Noé Soulier, né en 1987 à Paris, est un danseur et chorégraphe de danse contemporaine. Il est, depuis juillet 2020, le directeur du Centre national de danse contemporaine (CNDC) à Angers.

## Biographie
Noé Soulier a étudié la danse au Conservatoire national supérieur de musique et de danse de Paris, à l'École de ballet national du Canada et à l'école P.A.R.T.S., fondée par Anne Teresa De Keersmaeker à Bruxelles. Il a obtenu une licence en philosophie à l'université Paris-Nanterre et un master en philosophie à l'université Paris-Sorbonne. Il a également participé au programme de résidence du Palais de Tokyo : Le Pavillon.
En 2010, il est lauréat avec le trio Petites Perceptions de la première édition du concours Danse Élargie, organisé par Le Musée de la danse et le Théâtre de la Ville à Paris. Depuis lors, il développe dans des pièces comme Removing (2015),, ou Faits et gestes (2016) une écriture du mouvement qui renouvelle la perception du corps en s'appuyant sur des actions pratiques détournées de leur but premier. Dans Second Quartet (2017), créé pour la compagnie L.A. Dance Project dirigée par Benjamin Millepied et Les Vagues (2018),,, il compose la chorégraphie et la musique en parallèle grâce à une collaboration étroite avec deux percussionnistes de l'Ensemble Ictus (Tom De Cock et Gerrit Nulens).
Noé Soulier a également développé une réflexion théorique sur la manière dont les mouvements sont définis chez différents chorégraphes et l'expérience du corps qu'elles suscitent dans le livre Actions, mouvements et gestes (2016), publié par les éditions du Centre national de la danse.
En 2017, il crée Performing Art,, un hybride entre exposition et performance où vingt œuvres de la collection du Centre Pompidou sont installées sur scène par des accrocheurs professionnels. La position habituelle de la danse dans l'espace du musée est ainsi renversée : ce ne sont pas les danseurs qui évoluent dans des salles de musée, mais les œuvres qui sont présentées dans un dispositif théâtral.
En juillet 2020, il prend la direction du Centre national de danse contemporaine (CNDC) d'Angers,. Il y chorégraphie et réalise le film Fragments en 2020 puis y crée First Memory en 2022 et Clocks and Clouds en 2023.

## Chorégraphies
- 2009 : Le Royaume des ombres
- 2010 : Petites Perceptions
- 2011 : Idéographie
- 2011 : D'un pays lointain pour le Ballet du Rhin
- 2012 : Signe blanc
- 2013 : Mouvement sur mouvement
- 2014 : Movement Materials pour l'ouverture de la Fondation Louis-Vuitton
- 2014 : Corps de ballet pour le Ballet de Lorraine
- 2015 : Removing
- 2016 : Faits et gestes
- 2017 : Performing Art
- 2017 : Second Quartet pour la compagnie L.A. Dance Project
- 2018 : Les Vagues
- 2019 : Portrait de Frédéric Tavernini
- 2021 : First Memory
- 2023 : Clocks and Clouds

## Film
- 2020 : Fragments